# Lasioglossum scobe
Lasioglossum scobe är en biart som först beskrevs av Joseph Vachal 1903.  Lasioglossum scobe ingår i släktet smalbin, och familjen vägbin. Inga underarter finns listade i Catalogue of Life.